# Keiko Hama
Keiko Hama (em japonês:  浜 恵子; Chiba, 7 de novembro de 1947) é uma ex-jogadora de voleibol do Japão que competiu nos Jogos Olímpicos de 1968 e 1972.
Em 1968, ela fez parte da equipe japonesa que conquistou a medalha de prata no torneio olímpico, no qual atuou em cinco partidas. Quatro anos depois, ela participou de um jogo e ganhou a segunda medalha de prata com o conjunto japonês no campeonato olímpico de 1972.